# Énergie en République centrafricaine
Le secteur de l'énergie en République centrafricaine recouvre la production, la consommation et la transformation d'agents énergétiques dans ce pays.
En 2016, la production d'énergie de la Centrafrique était de 2,8 Mtep soit 0,54 Tep par habitant.

## La biomasse comme source majoritaire d'énergie
La quasi-totalité de l'énergie provient du bois (98 %).
|             | 2012      | 2013      | 2014      | 2015      | 2016      |
| ----------- | --------- | --------- | --------- | --------- | --------- |
| Bois de feu | 1 022 438 | 2 620 000 | 2 685 500 | 2 736 000 | 2 785 600 |
| Charbon     | 8 783     | 12 915    | 13 832    | 14 200    | 15 000    |
| Résidu      | 8 485     |           | 25 149    |           |           |
| Total       | 1 039 707 | 2 632 915 | 2 724 481 | 2 750 200 | 2 800 600 |

## Secteur électrique
Seule 30% de la population à accès à l'électricité. L’électricité est fournie par l'Enerca.
Selon l'ONU, la production d’électricité par an est de 136 GWh pour une puissance installée de 37 MW et presque exclusivement grâce à l'hydroélectricité. La croissance du secteur est pratiquement nulle. L’électricité correspond à moins de 1% de l'énergie finale consommée.
Il est difficile d'obtenir des données concernant la production solaire et éolienne car l'électricité produite par ces moyens reste souvent pour un usage individuel car non relié au réseau.

### Hydroélectricité
Selon l'International Hydropower Association (IHA), la puissance installée des centrales hydroélectriques de la République centrafricaine s'élevait à 19 MW fin 2021, soit 0,05 % du total africain, au 41e rang en Afrique sur 43 pays, loin derrière l'Éthiopie (4 074 MW).

## Un pays avec un fort potentiel énergétique

### Potentiel hydroélectrique
D'après une étude d'Electrowatt en 1972, le potentiel hydroélectrique de la Centrafrique est de 2 000 MW grâce à une quarantaine de sites dont la puissance est comprise en 5 et 180 MW. La Centrafrique possède une hydrographie propice au développement de cette énergie.

### Potentiel pétrolier
Le pays possède des réserves pétrolières,,. Les bassins de Doseo et Salamat (avec un potentiel de 10 milliards de barils) couvrant près de 30 000 km2 et situés dans le Nord-Est du pays sont de potentielles réserves de pétrole. Plusieurs entreprises étrangères sont en train de faire des recherches pour exploiter ce potentiel telles que les entreprises chinoises CNPC, PTI-IAS et PTI-AL, ainsi que Total qui est présent dans le pays depuis 2000.

### Potentiel solaire
L’irradiation solaire est de 5 kWh/m2/j en moyenne répartie sur tout le territoire. Des projets sont en développement sur le territoire,.

### Potentiel géothermique et éolien
Aucune étude n'a été réalisée concernant ces deux sources d'énergie.

### Potentiel nucléaire
La Centrafrique dispose d'environ 20 000 tonnes d'uranium, notamment dans le gisement de Bakouma,,.